# Kalobittacus masoni
Kalobittacus masoni är en näbbsländeart som beskrevs av George W. Byers 1994. Kalobittacus masoni ingår i släktet Kalobittacus och familjen styltsländor. Inga underarter finns listade i Catalogue of Life.